# 1957 en Nouvelle-Écosse
Chronologie de la Nouvelle-Écosse
- 1953
- 1954
- 1955
- 1956
- 1957
- 1958
- 1959
- 1960
- 1961

Cette page concerne des événements d'actualité qui se sont produits durant l'année 1957 dans la province canadienne de la Nouvelle-Écosse.

## Politique
- Premier ministre : Robert Stanfield
- Chef de l'Opposition :
- Lieutenant-gouverneur : Alistair Fraser
- Législature :

## Naissances

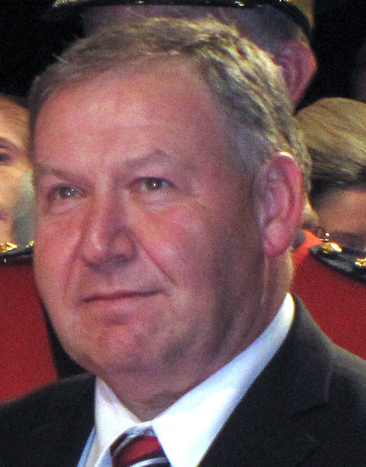
Darrell Dexter

- 11 mai : Peter North (de son vrai nom Alden Brown) est un acteur, réalisateur et producteur de films pornographiques, né à Halifax.

- 31 août : Robert Chisholm (né à Kentville) est un syndicaliste et homme politique canadien. Il est député de la circonscription de Halifax Atlantic à l'Assemblée législative de la Nouvelle-Écosse du 27 août 1991 au 4 août 2003. Il est le chef du Nouveau Parti démocratique de la Nouvelle-Écosse du 30 mars 1996 au 14 juillet 2000.

- 10 septembre : Darrell Dexter (né à Halifax) est un homme politique canadien dans la province de Nouvelle-Écosse. Il a été le premier ministre de la Nouvelle-Écosse du 19 juin 2009 au 22 octobre 2013. Il est le premier chef du Nouveau Parti démocratique de la Nouvelle-Écosse qui reprend le pouvoir pour la première fois et il a été député de la circonscription de Cole Harbour à l'Assemblée législative de la Nouvelle-Écosse. Son gouvernement fut défait lors de l'élection de 2013, devenant le premier gouvernement de la Nouvelle-Écosse depuis 131 ans de s'être fait refuser un deuxième mandat et il a été défait de sa circonscription par 21 voix.

- 26 septembre : Tanya Sue Huff, née à Halifax[1], est une auteure canadienne de fantasy. Ses romans, publiés dès la fin des années 1980, peuvent être divisés en six séries différentes. L'une d'entre elles, appelée Vicki Nelson a été adaptée à la télévision.

- 9 décembre : Robert Mills, né à Halifax, est un rameur d'aviron canadien.

## Décès
- Frédérick George Creed, né à Mill Village (1871-1957) est un inventeur canadien. Il a travaillé dans le domaine des télécommunications, et a joué un rôle précoce dans le développement de vaisseaux SWATH (Small Waterplane Aera Twin Hull). Le NGCC Frederick G. Creed, un navire canadien, a été baptisé ainsi en son hommage.